# Hirnyk (oblast de Lviv)
Hirnyk (ukrainien : Гірник) est une commune urbaine de l'oblast de Lviv, en Ukraine. Elle compte 2 658 habitants en 2024.